# Korzenianka okazała
Korzenianka okazała (Phaeocollybia lugubris (Fr.) R. Heim) – gatunek grzybów należący do rodziny podziemniczkowatych (Hymenogastraceae).

## Systematyka i nazewnictwo
Pozycja w klasyfikacji według Index Fungorum: Phaeocollybia, Hymenogastraceae, Agaricales, Agaricomycetidae, Agaricomycetes, Agaricomycotina, Basidiomycota, Fungi.
Po raz pierwszy takson ten zdiagnozował w 1821 roku Elias Fries nadając mu nazwę Agaricus lugubris. Obecną, uznaną przez Index Fungorum nazwę nadał mu w 1931 roku Roger Heim.
Synonimy:
- Agaricus lugubris Fr. 1821
- Hylophila lugubris (Fr.) Quél. 1886
- Naucoria lugubris (Fr.) Sacc. 1887

Nazwę polską zaproponował Władysław Wojewoda w 2003 r.

## Morfologia
Kapelusz
Średnica 2–8 cm, u młodych owocników stożkowaty, potem dzwonkowaty, w końcu płasko rozpostarty z tępym garbem. Jest higrofaniczny; w stanie ciemnoochrowy lub czerwonobrązowy, błyszczący, gładki i śliski, w stanie suchym jasnoochrowobrązowy, gładki i matowy. Brzeg równy, ostry, u starszych okiazów czasami popękany.
Blaszki
Wąsko przyrośnięte do wolnych, szerokie, u młodych owocników jasnoochrowe, u starszych ochrowobrązowe, często z rdzawymi plamami. Ostrza tej samej barwy, delikatnie pofałdowane.
Trzon
Wysokość 6–17cm (w tym część korzeniasta tkwiąca w ziemi na głębokość 4–12 cm), grubość 0,5–1,5 cm, walcowaty, miejscami spłaszczony, dołem zwężający się, czasami z zaostrzoną podstawą, chrząstkowaty, początkowo pełny, potem pusty. Powierzchnia gładka, o barwie od białawej do kremowej, w dolnej części ciemno czerwonobrązowa.
Miąższ
Cienki, białawy lub lekko brązowy. Smak rzodkiewkowo-mączny, zapach stęchły.

## Występowanie i siedlisko
Korzenianka okazała występuje w niektórych krajach Europy. Na Słowacji jest rzadka i zagrożona. W piśmiennictwie naukowym na terenie Polski podano tylko jedno stanowisko i to już historyczne (Karkonosze, 1913). Nowe stanowisko podaje internetowy atlas grzybów Według W. Wojewoda jest to na terenie Polski prawdopodobnie gatunek wymarły.
Saprotrof. Występuje na kwaśnych glebach w lasach iglastych. Owocniki od sierpnia do października.

## Gatunki podobne
Podobny jest łysostopek wrzecionowatotrzonowy (Gymnopus fusipes), ale rośnie w kępkami przy pniach drzew liściastych.